# Bernhard Berliner
Bernhard Berliner (ur. 23 marca 1885 w Hanowerze, zm. 26 listopada 1976) – niemiecki lekarz neurolog, psychiatra i psychoanalityk.
Syn Manfreda Berlinera i Hanny, z domu Dessau. Studiował psychologię u Wundta w Lipsku (tytuł doktora filozofii w 1907) i medycynę na Uniwersytecie we Fryburgu (tytuł doktora medycyny w 1909). Od 1910 do 1914 asystent w berlińskiej poliklinice Hermanna Oppenheima.
Po wybuchu II wojny światowej emigrował do Stanów Zjednoczonych. Członek założyciel San Francisco Psychoanalytic Society.
Jego nazwisko wiąże się z zaprojektowanym przezeń modelem młotka neurologicznego (tzw. młotek Berlinera).

## Wybrane prace
- Der Einfluss von Klima, Wetter und Jahreszeit auf das Nerven- und Seelenleben, auf physiologischer Grundlage dargestellt. Wiesbaden. 1914
- On Some Psychodynamics of Masochism. Psychoanalytic Quarterly 16 ss. 459-471, 1947
- The Role of Object Relations in Moral Masochism. Psychoanalytic Quarterly 27 ss. 38-56, 1958